# Acta Ecologica Sinica
Acta Ecologica Sinica o Zhongguo Sheng Tai Xue Hui Chu Pan (abreviado Acta Ecol. Sin.) es una revista científica con ilustraciones y descripciones botánicas que es publicada en Pekín por la Chinese Society of Ecology desde el año 1996 hasta ahora.